# Братолюбовка (Харьковская область)
Братолюбовка (укр. Братолюбівка), село, 
Катериновский сельский совет,
Лозовский район,
Харьковская область.
Код КОАТУУ — 6323981502. Население по переписи 2001 года составляет 61 (35/26 м/ж) человек.

## Географическое положение
Село Братолюбовка находится на правом берегу Бритайского водохранилища (река Бритай).
Выше по течению на расстоянии в 2 км расположено село Акимовка, ниже по течению на расстоянии в 3 км расположено село Долговое.

## История
- 1859 — дата первого упоминания как село Илькова.
- 1918 — переименовано в село Братолюбовка.